# Gran Premi de l'Aràbia Saudita del 2021
El Gran Premi de l'Aràbia Saudita de Fórmula 1, vintena-unena i penúltima cursa de la temporada 2021, és disputat al Circuit urbà de Jiddah, a Jiddah, entre els dies 3 a 5 de desembre del 2021.

## Qualificació
La qualificació es va celebrar el dia 4 de desembre.
| Pos                 | No | Pilot              | Constructor           | Part 1   | Part 2   | Part 3   | Sortida |
| ------------------- | -- | ------------------ | --------------------- | -------- | -------- | -------- | ------- |
| 1                   | 44 | Lewis Hamilton     | Mercedes              | 1:28.466 | 1:27.712 | 1:27.511 | 1       |
| 2                   | 77 | Valtteri Bottas    | Mercedes              | 1:28.057 | 1:28.054 | 1:27.622 | 2       |
| 3                   | 33 | Max Verstappen     | Red Bull-Honda        | 1:28.285 | 1:27.953 | 1:27.653 | 3       |
| 4                   | 16 | Charles Leclerc    | Ferrari               | 1:28.310 | 1:28.459 | 1:28.054 | 4       |
| 5                   | 11 | Sergio Pérez       | Red Bull-Honda        | 1:28.021 | 1:27.946 | 1:28.123 | 5       |
| 6                   | 10 | Pierre Gasly       | AlphaTauri-Honda      | 1:28.401 | 1:28.314 | 1:28.125 | 6       |
| 7                   | 4  | Lando Norris       | McLaren-Mercedes      | 1:28.338 | 1:28.344 | 1:28.180 | 7       |
| 8                   | 22 | Yuki Tsunoda       | AlphaTauri-Honda      | 1:28.503 | 1:28.222 | 1:28.442 | 8       |
| 9                   | 31 | Esteban Ocon       | Alpine-Renault        | 1:28.752 | 1:28.574 | 1:28.647 | 9       |
| 10                  | 99 | Antonio Giovinazzi | Alfa Romeo-Ferrari    | 1:28.899 | 1:28.616 | 1:28.754 | 10      |
| 11                  | 3  | Daniel Ricciardo   | McLaren-Mercedes      | 1:28.216 | 1:28.668 |          | 11      |
| 12                  | 7  | Kimi Räikkönen     | Alfa Romeo-Ferrari    | 1:28.856 | 1:28.885 |          | 12      |
| 13                  | 14 | Fernando Alonso    | Alpine-Renault        | 1:28.944 | 1:28.920 |          | 13      |
| 14                  | 63 | George Russell     | Williams-Mercedes     | 1:28.863 | 1:29.054 |          | 14      |
| 15                  | 55 | Carlos Sainz Jr.   | Ferrari               | 1:28.237 | 1:53.652 |          | 15      |
| 16                  | 6  | Nicholas Latifi    | Williams-Mercedes     | 1:29.177 |          |          | 16      |
| 17                  | 5  | Sebastian Vettel   | Aston Martin-Mercedes | 1:29.198 |          |          | 17      |
| 18                  | 18 | Lance Stroll       | Aston Martin-Mercedes | 1:29.368 |          |          | 18      |
| 19                  | 47 | Mick Schumacher    | Haas-Ferrari          | 1:29.464 |          |          | 19      |
| 20                  | 9  | Nikita Mazepin     | Haas-Ferrari          | 1:30.473 |          |          | 20      |
| 107% Temps:1:34.182 |    |                    |                       |          |          |          |         |
| Font:               |    |                    |                       |          |          |          |         |

## Resultats de la cursa
La cursa es va celebrar el dia 5 de desembre.
| Pos                                                                 | No | Pilot              | Constructor           | Voltes | Temps / Retirada | Pos.Sortida | Punts |
| ------------------------------------------------------------------- | -- | ------------------ | --------------------- | ------ | ---------------- | ----------- | ----- |
| 1                                                                   | 44 | Lewis Hamilton     | Mercedes              | 50     | 2:06:15.118      | 1           | 261   |
| 2                                                                   | 33 | Max Verstappen     | Red Bull-Honda        | 50     | +21.8252         | 3           | 18    |
| 3                                                                   | 77 | Valtteri Bottas    | Mercedes              | 50     | +27.531          | 2           | 15    |
| 4                                                                   | 31 | Esteban Ocon       | Alpine-Renault        | 50     | +27.633          | 9           | 12    |
| 5                                                                   | 3  | Daniel Ricciardo   | McLaren-Mercedes      | 50     | +40.121          | 11          | 10    |
| 6                                                                   | 10 | Pierre Gasly       | AlphaTauri-Honda      | 50     | +41.613          | 6           | 8     |
| 7                                                                   | 55 | Carlos Sainz Jr.   | Ferrari               | 50     | +44.475          | 4           | 6     |
| 8                                                                   | 16 | Charles Leclerc    | Ferrari               | 50     | +46.606          | 15          | 4     |
| 9                                                                   | 99 | Antonio Giovinazzi | Alfa Romeo-Ferrari    | 50     | +58.505          | 10          | 2     |
| 10                                                                  | 4  | Lando Norris       | McLaren-Mercedes      | 50     | +1:01.358        | 7           | 1     |
| 11                                                                  | 18 | Lance Stroll       | Aston Martin-Mercedes | 50     | +1:17.212        | 18          |       |
| 12                                                                  | 6  | Nicholas Latifi    | Williams-Mercedes     | 50     | +1:23.249        | 16          |       |
| 13                                                                  | 14 | Fernando Alonso    | Alpine-Renault        | 49     | +1 volta         | 13          |       |
| 14                                                                  | 22 | Yuki Tsunoda       | AlphaTauri-Honda      | 49     | +1 volta3        | 8           |       |
| 15                                                                  | 7  | Kimi Räikkönen     | Alfa Romeo-Ferrari    | 49     | +1 volta         | 12          |       |
| 16                                                                  | 5  | Sebastian Vettel   | Aston Martin-Mercedes | 44     | Col·lisió        | 17          |       |
| 17                                                                  | 63 | George Russell     | Williams-Mercedes     | 14     | Col·lisió        | 14          |       |
| 18                                                                  | 11 | Sergio Pérez       | Red Bull-Honda        | 14     | Col·lisió        | 5           |       |
| 19                                                                  | 9  | Nikita Mazepin     | Haas-Ferrari          | 14     | Col·lisió        | 20          |       |
| 20                                                                  | 47 | Mick Schumacher    | Haas-Ferrari          | 9      | Accident         | 19          |       |
| Volta ràpida: — Lewis Hamilton (Mercedes) – 1:30.734 (en el lap 47) |    |                    |                       |        |                  |             |       |
| Font:                                                               |    |                    |                       |        |                  |             |       |

Notes
- ^1  – Inclòs 1 punt extra per la volta ràpida.
- ^2  – Max Verstappen va ser penalitzat amb 5 segons per ultrapassar Lewis Hamilton fora de pista i no tornar la posició i més 10 segons per frenar bruscament i causar col·lisió amb el mateix Lewis Hamilton, amb això, la seva posició no fou afectada.
- ^3  – Yuki Tsunoda va finalitzar en 13è, més fou penalitzat amb cinc segons per col·lidir amb a Sebastian Vettel, amb això, finalitza en 14è.

## Classificació després de la cursa
| Pos. | Pilot           | Punts | Canvis |
| ---- | --------------- | ----- | ------ |
| 1    | Max Verstappen  | 369.5 | =      |
| 2    | Lewis Hamilton  | 369.5 | =      |
| 3    | Valtteri Bottas | 218   | =      |
| 4    | Sergio Pérez    | 190   | =      |
| 5    | Charles Leclerc | 158   | 1      |

| Pos. | Constructor      | Punts | Canvis |
| ---- | ---------------- | ----- | ------ |
| 1    | Mercedes         | 587.5 | =      |
| 2    | Red Bull-Honda   | 559.5 | =      |
| 3    | Ferrari          | 307.5 | =      |
| 4    | McLaren-Mercedes | 269   | =      |
| 5    | Alpine-Renault   | 149   | =      |